# Wereldkampioenschappen schermen 2017
De 65ste wereldkampioenschappen schermen werden gehouden in Leipzig, Duitsland van 19 tot en met 26 juli 2017. De organisatie lag in de handen van de FIE.

## Wedstrijdschema
| ● | Openingsceremonie | ● | Kwalificaties | ● | Finale |

| juli               | juli               | 19             | 20             | 21      | 22      | 23      | 24      | 25      | 26      | Totaal |
| ------------------ | ------------------ | -------------- | -------------- | ------- | ------- | ------- | ------- | ------- | ------- | ------ |
| Ceremonies         | Ceremonies         |                |                | ●       |         |         |         |         |         |        |
| Degen individueel  | Degen individueel  | Mannen Vrouwen | Mannen Vrouwen |         | Mannen  | Vrouwen |         |         |         | 2      |
| Degen ploegen      | Degen ploegen      |                |                |         |         |         |         | Mannen  | Vrouwen | 2      |
| Floret individueel | Floret individueel | Mannen Vrouwen | Mannen Vrouwen | Vrouwen |         | Mannen  |         |         |         | 2      |
| Floret ploegen     | Floret ploegen     |                |                |         |         |         | Vrouwen |         | Mannen  | 2      |
| Sabel individueel  | Sabel individueel  | Mannen Vrouwen | Mannen Vrouwen | Mannen  | Vrouwen |         |         |         |         | 2      |
| Sabel ploegen      | Sabel ploegen      |                |                |         |         |         | Mannen  | Vrouwen |         | 2      |
| Totaal             | Totaal             |                |                | 2       | 2       | 2       | 2       | 2       | 2       | 12     |

## Medailles

### Mannen
| Onderdeel          | Goud | Goud                                                         | Zilver | Zilver                                                                | Brons   | Brons                                                    |
| ------------------ | ---- | ------------------------------------------------------------ | ------ | --------------------------------------------------------------------- | ------- | -------------------------------------------------------- |
| Degen individueel  | ITA  | Paolo Pizzo                                                  | EST    | Nikolai Novosjolov                                                    | HUN GER | András Redli Richard Schmidt                             |
| Floret individueel | RUS  | Dmitri Zjerebtsjenko                                         | JPN    | Toshiya Saitō                                                         | ITA JPN | Daniele Garozzo Takahiro Shikine                         |
| Sabel individueel  | HUN  | András Szatmári                                              | KOR    | Gu Bon-gil                                                            | FRA RUS | Vincent Anstett Kamil Ibragimov                          |
| Degen ploegen      | FRA  | Yannick Borel Ronan Gustin Daniel Jérent Jean-Michel Lucenay | SUI    | Max Heinzer Georg Kuhn Michele Niggeler Benjamin Steffen              | RUS     | Nikita Glazkov Sergej Chodos Pavel Soechov Anton Glebko  |
| Floret ploegen     | ITA  | Daniele Garozzo Giorgio Avola Alessio Foconi Andrea Cassarà  | USA    | Miles Chamley-Watson Race Imboden Alexander Massialas Gerek Meinhardt | FRA     | Jérémy Cadot Enzo Lefort Erwan Le Péchoux Julien Mertine |
| Sabel ploegen      | KOR  | Kim Jun-ho Kim Jung-hwan Oh Sang-uk Gu Bon-gil               | HUN    | András Szatmári Csanád Gémesi Áron Szilágyi Tamás Decsi               | ITA     | Luigi Samele Enrico Berrè Luca Curatoli Dario Cavaliere  |

### Vrouwen
| Onderdeel          | Goud | Goud                                                          | Zilver | Zilver                                             | Brons   | Brons                                                                      |
| ------------------ | ---- | ------------------------------------------------------------- | ------ | -------------------------------------------------- | ------- | -------------------------------------------------------------------------- |
| Degen individueel  | RUS  | Tatjana Goedkova                                              | POL    | Ewa Nelip                                          | UKR EST | Olena Kryvytska Julia Beljajeva                                            |
| Floret individueel | RUS  | Inna Deriglazova                                              | ITA    | Alice Volpi                                        | ITA FRA | Arianna Errigo Ysaora Thibus                                               |
| Sabel individueel  | UKR  | Olga Charlan                                                  | TUN    | Azza Besbes                                        | FRA ITA | Cécilia Berder Irene Vecchi                                                |
| Degen ploegen      | EST  | Kristina Kuusk Julia Beljajeva Erika Kirpu Irina Embrich      | CHN    | Sun Yujie Zhu Mingye Sun Yiwen Xu Chengzi          | POL     | Barbara Rutz Renata Knapik-Miazga Magdalena Piekarska Ewa Nelip            |
| Floret ploegen     | ITA  | Martina Batini Arianna Errigo Camilla Mancini Alice Volpi     | USA    | Lee Kiefer Margaret Lu Nzingha Prescod Nicole Ross | RUS     | Inna Deriglazova Adelina Zagidoellina Svetlana Tripapina Anastasia Ivanova |
| Sabel ploegen      | ITA  | Rossella Gregorio Irene Vecchi Martina Criscio Loreta Gulotta | KOR    | Kim Ji-yeon Yoon Ji-su Hwang Seo-na Seo Ji-yeon    | FRA     | Manon Brunet Caroline Queroli Cécilia Berder Charlotte Lembach             |

### Medaillespiegel
| Plaats | Land             | Goud | Zilver | Brons | Totaal |
| 1      | Italië           | 4    | 1      | 4     | 9      |
| 2      | Rusland          | 3    | 0      | 3     | 6      |
| 3      | Zuid-Korea       | 1    | 2      | 0     | 3      |
| 4      | Estland          | 1    | 1      | 1     | 3      |
| 4      | Hongarije        | 1    | 1      | 1     | 3      |
| 6      | Frankrijk        | 1    | 0      | 5     | 6      |
| 7      | Oekraïne         | 1    | 0      | 1     | 2      |
| 8      | Verenigde Staten | 0    | 2      | 0     | 2      |
| 9      | Japan            | 0    | 1      | 1     | 2      |
| 9      | Polen            | 0    | 1      | 1     | 2      |
| 11     | China            | 0    | 1      | 0     | 1      |
| 11     | Tunesië          | 0    | 1      | 0     | 1      |
| 11     | Zwitserland      | 0    | 1      | 0     | 1      |
| 14     | Duitsland        | 0    | 0      | 1     | 1      |
| Totaal | Totaal           | 12   | 12     | 18    | 42     |